# Basiliche civili dell'antica Roma
Le basiliche dell'antica Roma erano basiliche civili che sorsero per lo più nelle piazze forensi.
Basilica Porcia
Edificata nel 184 a.C. da Catone il censore durante la sua censura, è stata identificata con i resti visti sull'angolo nord del Foro Romano, tra la Curia e l'Atrium Libertatis sede dei censori. I resti presentano un rifacimento in epoca sillana. La Basilica divenne centro di intensa attività economica e richiamava nella forma architettonica la sala ipostila egiziana.
Basilica Sempronia
Sorse sul lato nord-orientale della piazza del Foro Romano, alle spalle delle tabernae veteres, ad opera del censore Tiberio Sempronio Gracco, nel 170 a.C.
Basilica Opimia
Fondata nel 121 a.C. all'angolo nord della piazza del Foro Romano dal console Lucio Opimio insieme al rifacimento del contiguo tempio della Concordia. Probabilmente scomparve in occasione della ricostruzione tiberiana del tempio.
Basilica Fulvia
Conosciuta anche come Fulvia-Aemilia, fu costruita sul lato nordorientale della piazza del Foro Romano, alle spalle delle tabernae novae argentariae, dai censori dell'anno 179 a.C., in sostituzione probabilmente di una precedente basilica citata da Plauto e fu rimpiazzata alla metà del I secolo a.C. dalla Basilica Emilia.
Basilica Emilia
Sorse con il nome di Basilica Aemilia o Basilica Paulli sul lato nordorientale della piazza del Foro Romano, in sostituzione della basilica Fulvia o Fulvia-Aemilia, dietro le tabernae novae argentariae tra il 55 e il 34 a.C. ed ebbe vari restauri fino al V secolo.
Basilica Giulia
Con il nome di basilica Iulia sorse sul lato sud-occidentale della piazza del Foro Romano a partire dal 55 a.C., al posto della basilica Sempronia e delle antistanti tabernae veteres. Venne inaugurata nel 46 a.C., ma danneggiata da un incendio nel 12 a.C. venne restaurata e dedicata ai nipoti di Augusto, Caio e Lucio Cesari nel 12 (basilica Gai et Luci). Distrutta nuovamente dall'incendio del 283 venne restaurata sotto Diocleziano.
Basilica di Nettuno

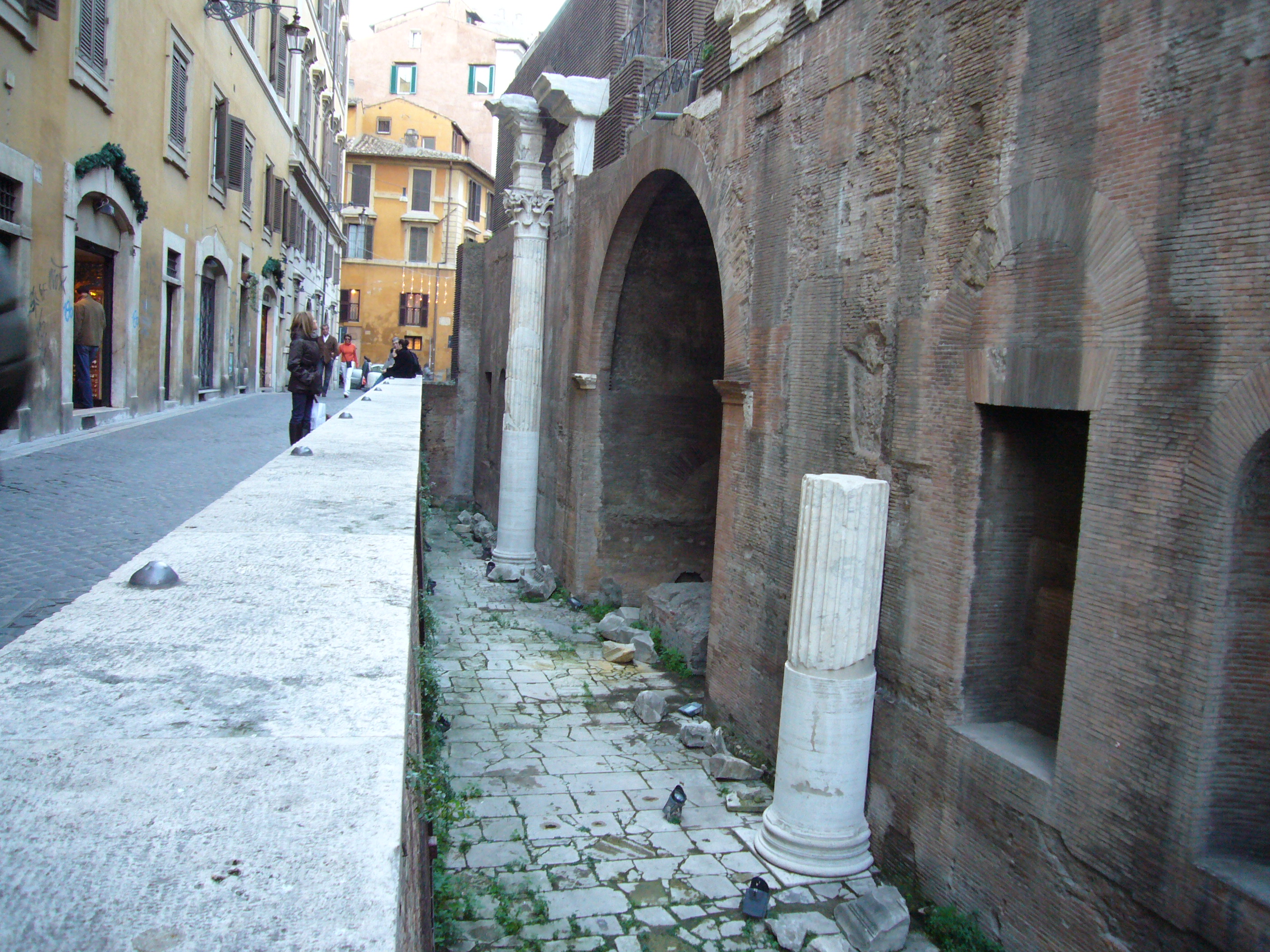
Resti della basilica di Nettuno a via della Palombella

Da identificare con l'aula in laterizio i cui resti si conservano alle spalle del Pantheon adrianeo e ad esso contemporaneo. L'aula, collegata alle terme di Agrippa, aveva copertura con volte a crociera e le pareti articolate da colonne con un fregio a delfini e riccamente rivestite di marmi. Doveva essere utilizzata per la trattazione di affari.
Basilica Argentaria
Menzionata in fonti tarde, è stata identificata con il portico a due navate su pilastri, situato sul lato sinistro del Tempio di Venere Genitrice nel Foro di Cesare e pertinente al rifacimento traianeo del complesso.
Basilica Ulpia
La basilica chiudeva sul lato nord-occidentale la piazza del Foro di Traiano.
Basilica di Massenzio
Nota anche come Basilica Constantini o Basilica Nova, fu iniziata da Massenzio intorno al 305 sulle pendici della Velia verso il Foro Romano e completata sotto Costantino. Probabilmente nel IV secolo ebbe aggiunti un ingresso porticato verso la via Sacra e un'abside nel nicchione centrale della parete opposta.

## Basiliche private

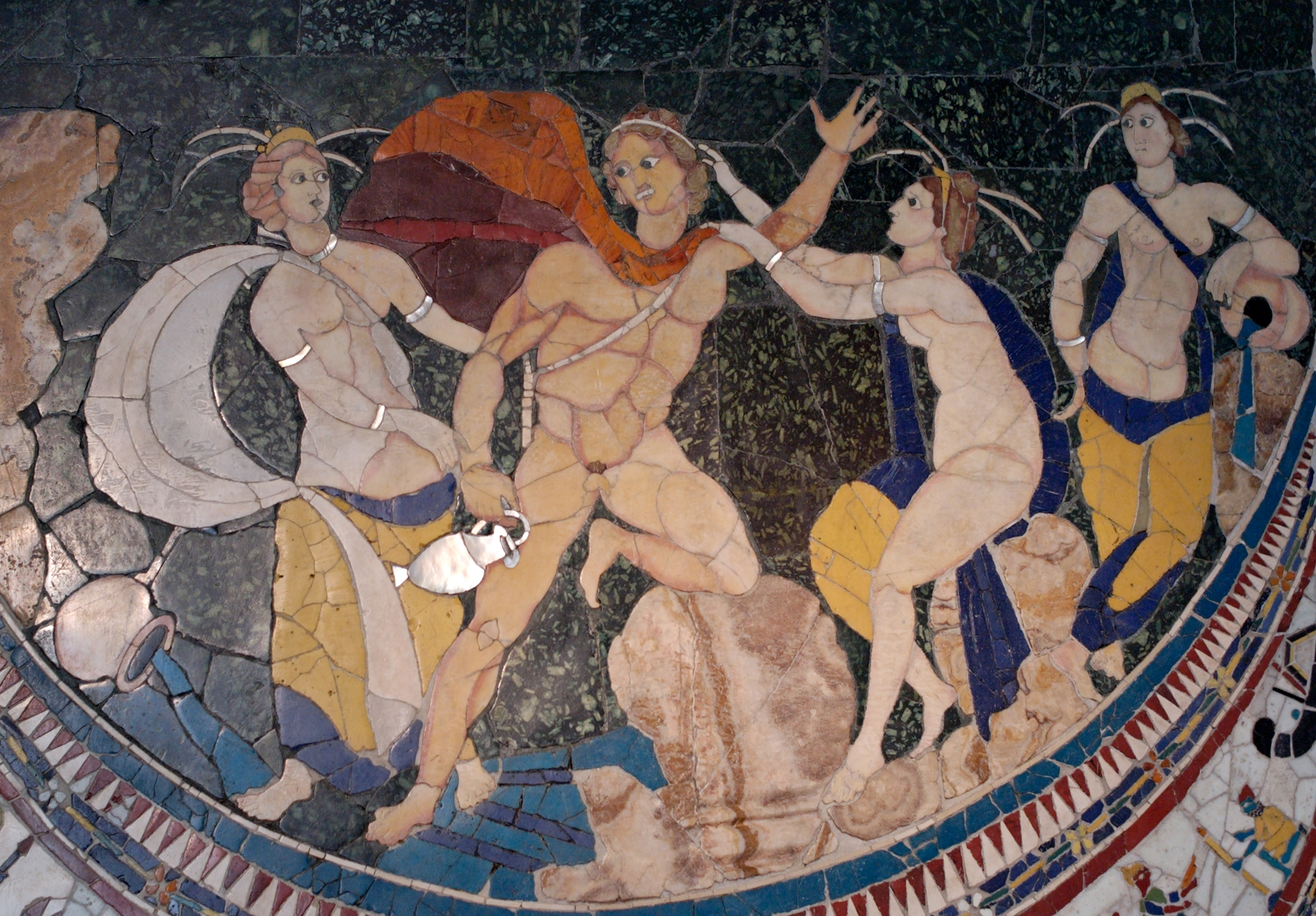
Ratto di Ila, in opus sectile, dalla Basilica di Giunio Basso (IV secolo)

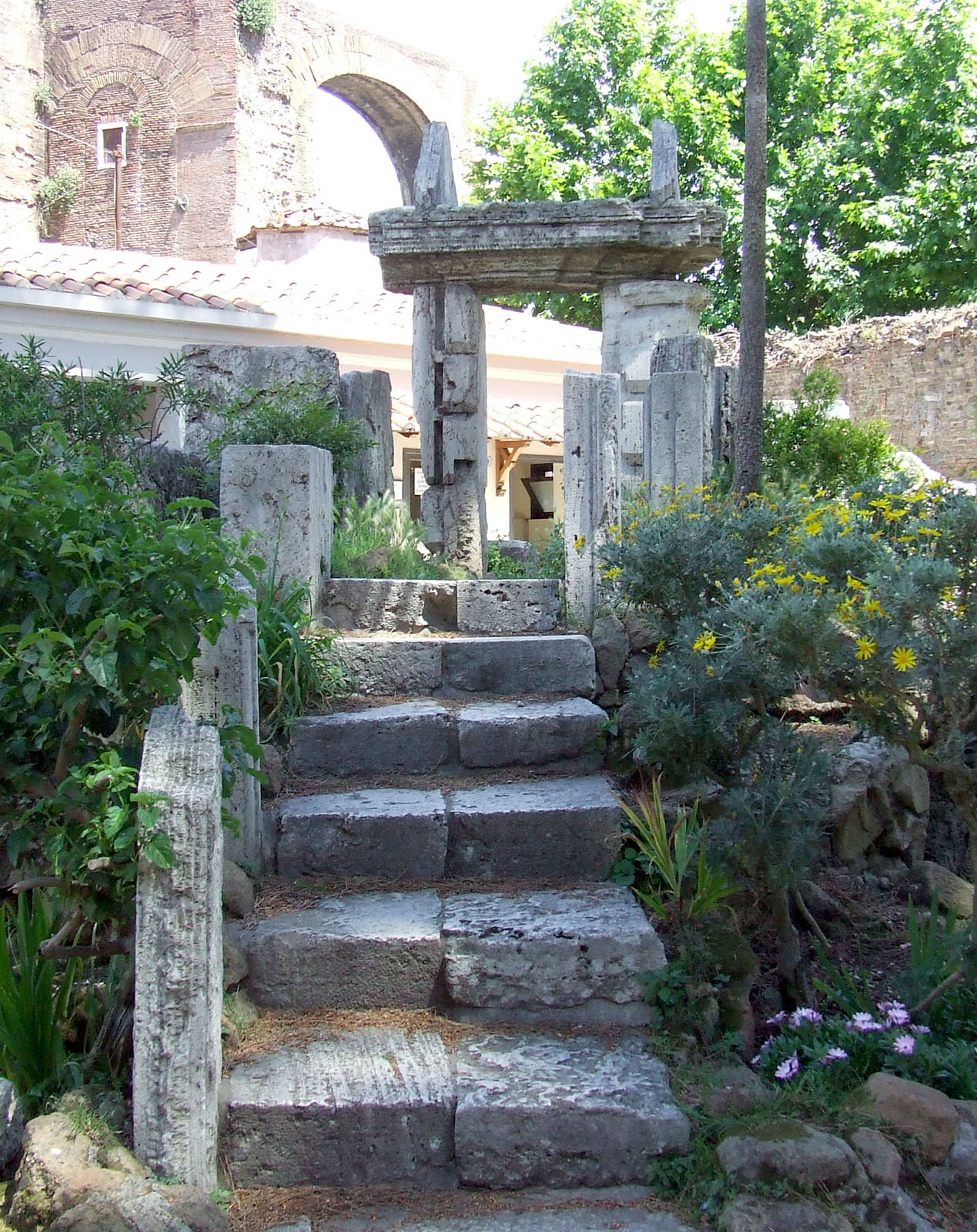
Resti della Basilica Hilariana nel giardino di Villa Celimontana

Basilica di Giunio Basso (basilica Iunii Bassi)
Edificata dal console del 331, Giunio Annio Basso, è situata sull'Esquilino e consiste in una sala riccamente decorata in opus sectile. Fu trasformata in chiesa all'epoca di papa Simplicio (468-483).
Basilica Hilariana
Si tratta di una piccola basilica eretta sul Celio e posta sotto il moderno Ospedale militare. Fu costruita alla metà del II secolo, per volere del margaritarius (commerciante di perle) Manio Publicio Ilario e destinata al collegio dei dendrofori, un collegio religioso collegato al culto della Magna Mater e di Attis, di cui Ilario era quinquennalis perpetuus. Il complesso, rimaneggiato nel III secolo, fu abbandonato nel VII, forse in seguito al terremoto del 618. Era parzialmente interrata: dodici gradini profilati in marmo portavano ad un vestibolo con mosaici in bianco e nero, raffiguranti un occhio colpito da una lancia e un anello di uccelli e animali intorno; una soglia raffigurante l'impronta di due piedi, uno entrante e l'altro uscente, portava ad una stanza con un bacino e la base di una statua dedicata ad Ilario.

## Basiliche note solo dalle fonti
Basilica Antonarum Duarum
Ricordata in un'iscrizione sepolcrale, si trattava probabilmente di un edificio dedicato da Antonia maggiore e Antonia minore, le due figlie di Ottavia, sorella di Augusto, e di Marco Antonio. Se ne è proposta una possibile collocazione nel Foro di Augusto.
Basilica Iulia Aquiliana
Ricordata da Vitruvio come un edificio lungo e stretto, con vestiboli (chalcidica) sui due lati corti, di ignota collocazione (forse il nome della fase cesariana della Basilica Giulia).
Basilica Marciana e Basilica Matidiae
Probabilmente da identificare con i portici che fiancheggiavano il tempio dedicato a Matidia nel Campo Marzio.